# Heinrichite
L'heinrichite (simbolo IMA: Hrc) è un minerale raro della classe dei minerali di "fosfati, arseniati e vanadati" appartenente al gruppo dell'autunite con composizione chimica Ba(UO2)2(AsO4)2 • 10H2O e quindi chimicamente un idrato arseniato di bario uranile.

## Etimologia e storia
L'heinrichite è stata scoperta nel 1958 nella miniera "White King" a Lakeview (Lake County in Oregon, Stati Uniti). Tuttavia, poiché per determinare il minerale sono stati utilizzati anche campioni provenienti dalla "miniera Anton" nel Wittichener Heubachtal (Baden-Württemberg), anche questa località è considerata una località tipo.
Il minerale fu descritto per la prima volta nello stesso anno ed ebbe il nome del mineralogista americano e professore dell'Università del Michigan Eberhardt William Heinrich (1918-1991).
Il campione tipo del minerale è esposto nel National Museum of Natural History di Washington (Stati Uniti) con il numero di catalogo 121950.

## Classificazione
Già nell'obsoleta, ma ancora in uso, 8ª edizione della Sistematica dei Minerali secondo Strunz, l'heinrichite apparteneva alla classe dei "fosfati, arseniati e vanadati" e poi alla sottoclasse dei "fosfati acquosi, arseniati e vanadati con anioni estranei" (più precisamente alla famiglia dei fosfati uranilici, arseniati e vanadati), dove viene elencato insieme ad autunite, bassetite, fritzscheite, kahlerite, metakirchheimerite, natrouranospinite, nováčekite, sabugalite, saléeite, torbernite, uramphite, uranocircite, uranospathite, uranospinite e zeunerite e con le quali forma il sistema nº VII/D.20a.
Nella Sistematica dei lapis (Lapis-Systematik) di Stefan Weiß, che si basa ancora su questa vecchia classificazione di Strunz per considerazione verso collezionisti privati e collezioni istituzionali, al minerale è stato assegnato il sistema nº VII/E.01-120. In tale Sistematica ciò corrisponde alla classe "fosfati uranilici/arseniati e uranilvanadati con [UO2]2+-[PO4]/[AsO4]3- e [UO2]2+-[V2O8]6-, con isotipi vanadati", dove l'heinrichite insieme ad autunite, fritzscheite, kahlerite, natroautunite, nováčekite, rauchite, sabugalite, saléeite, torbernite, trögerite, uranocircite, uranospinite e zeunerite forma il "gruppo dell'autunite" con il sistema nº VII/E.01.
La 9ª edizione della sistematica minerale di Strunz, valida dal 2001 e aggiornata dall'Associazione Mineralogica Internazionale (IMA) fino al 2024, classifica l'heinrichite nella classe "8.E Fosfati e arsenati di uranile"; questa è ulteriormente suddivisa in base al rapporto quantitativo tra il complesso uranilico (UO2) e il complesso fosfato, arseniato o vanadato (RO4), in modo che il minerale possa essere trovato nella sottoclasse "8.EB UO2:RO4 = 1:1" in base alla sua composizione, dove può essere trovato insieme a torbernite, xiangjiangite, autunite, kahlerite, saléeite, uranocircite, uranospinite, zeunerite, hydronováčekite e nováčekite con le quali forma il sistema nº 8.EB.05.
Anche la classificazione dei minerali secondo Dana, che viene utilizzata principalmente nel mondo anglosassone, classifica l'heinrichite nella classe di "fosfati, arseniati, vanadati" e lì nella sottoclasse dei "fosfati contenenti acqua, ecc.". Qui si trova insieme alla metaheinrichite nel gruppo senza nome 40.02a.04 all'interno della suddivisione "fosfati acquosi ecc., con la composizione generale A2+(B2+)2(XO4) • x(H2O), con (UO2)2+".

## Abito cristallino
L'heinrichite cristallizza nel sistema monoclino nel gruppo spaziale P2/c (gruppo nº 13) con i parametri del reticolo a = 7,1548 Å, b = 7,1340 Å, c = 21,290 Å e β = 104,171° oltre a due unità di formula per cella unitaria.

## Proprietà
A causa degli elementi bario, arsenico e uranio contenuti nel composto, l'heinrichite è altamente tossica, radioattiva e cancerogena. L'attività specifica è di circa 73,88 kBq/g (per confronto, il potassio naturale possiede un'attività specifica pari a 31,2 Bq/g).
Il minerale diventa fluorescente sotto la luce ultravioletta a onde lunghe e corte in una forte tonalità da verde a giallo-verdastra.
Nell'aria, l'heinrichite si disidrata molto rapidamente in metaheinrichite.
Con una durezza Mohs di 2,5, l'heinrichite è un minerale morbido ed è un po' più facile da graffiare con una moneta di rame rispetto alla calcite, minerale di riferimento.

## Origine e giacitura
L'heinrichite si forma come minerale secondario nella zona di ossidazione dei depositi di uranio. Oltre alla metaheinrichite, i minerali di accompagnamento sono arseniosiderite, eritrite, nováčekite, pitticite, uraninite e la zeunerite.
In tutto il mondo, il minerale è stato rilevato in circa 20 siti: vicino a Kruth, Ébreuil, Lodève e Guéret in Francia; nelle regioni del Baden-Württemberg, Baviera, Renania-Palatinato e Sassonia in Germania; nell'Attica in Grecia; in Catalogna, Spagna, così come nello Utah negli Stati Uniti, oltre alla sua località tipo in Oregon.

## Forma in cui si presenta in natura
L'heinrichite sviluppa cristalli da trasparenti a traslucidi e aggregati frondosi di colore da giallo a giallo-verde e una lucentezza simile al vetro o alla perla sulle superfici. Sulla mattonella di prova, l'heinrichite lascia uno striscio di colore giallo chiaro o quasi bianco.